# Polski Fiat 126p
El Fiat Polski 126p es un automóvil del segmento A, producido en la fábrica FSM en Polonia entre 1973 y el año 2000. Surge como una copia bajo licencia del Fiat 126, donde se le adicionan los términos "Polski" y la letra "p", para distinguirlo de los modelos fabricados en Italia y otros países.

## Historia
Fue producido por la Fabryka Samochodów Małolitrażowych, ubicada en Bielsko-Biała y por la planta Fiat Tychy, sobre la licencia del Fiat 126. Debido a su bajo precio, sería un auto muy popular en Polonia en los años 80, pudiéndose decir que era el coche ícono de dicha época y el más popular. Por su tamaño reducido se ganó el mote de Maluch o "pequeñín", y en Cuba el de "polaquito" gracias a la misma cualidad. Este apodo se hizo tan generalizado, que incluso la planta decidió tomar dicho nombre como una designación oficial del vehículo.

### Línea cronológica
- 1972 – Se construye la fábrica FSM, en Bielsko-Biała.
- 6 de junio de 1973 – El primer Fiat Polski 126p sale de las líneas de ensamblaje, siendo fabricado con componentes italianos. Su precio era de unos 69 000 zlotys (el salario mínimo promedio en la época era de 3,500 zlotys)
- 22 de julio de 1973 – Comienzan oficialmente las operaciones de esta línea de producción. Al término de dicho año se fabrican 1500 vehículos.
- septiembre de 1975 – La producción comienza también en la nueva planta de Tychy.
- 1977 – El cubicaje del motor es aumentado de 594 cm³ a 652 cm³. Con ello, la potencia se incrementaría hasta 22,3 caballos (17 kW).
- 1978 – Comienza la producción de los motores de 594 cm³.
- 1979 – A partir de ahora se continua la producción en Bielsko-Biała en pequeñas cantidades.
- 1981 – El modelo N.º 1,000,000º del Fiat Polski 126p sale de la planta.
- diciembre de 1984 – Se realizan algunas modificaciones técnicas en el motor y carrocería.
- 1987 – Comienza la producción del Fiat Polski 126p Bis (con un motor de 700 cm³).
- mayo de 1993 – El modelo N.º 3,000,000º del Fiat Polski 126p sale de la planta.
- septiembre de 1994 – Se practican mejoras en la carrocería, con componentes semejantes a los del Fiat Cinquecento.
- enero de 1997 – Se incorpora un Catalizador.
- octubre de 2000 – Finaliza la producción del modelo. Todas las unidades del último lote (marcados como "Serie Limitada") son pintados de color amarillo.

### Connotación política

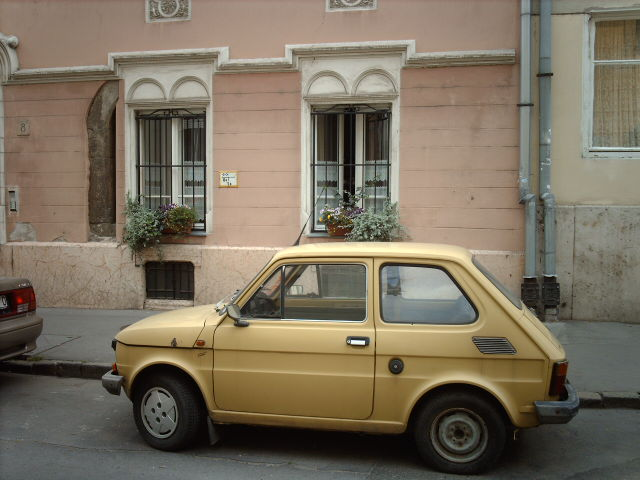
Un Fiat Polski 126p color amarillo, el típico color de fábrica.

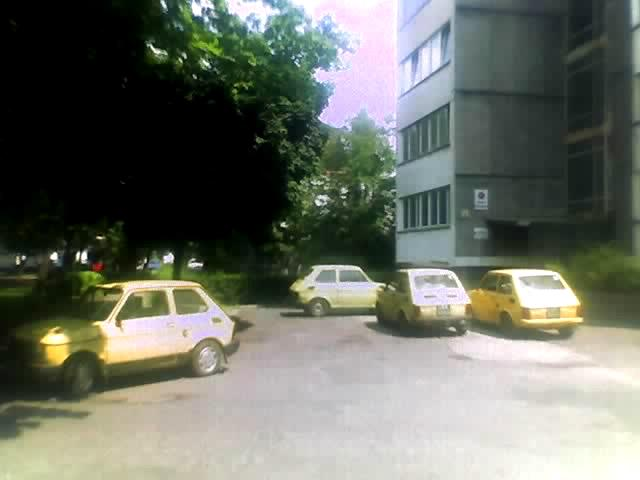
Una Zona de estacionamiento donde se alojan varios Fiat Poslki 126p, una vista típica en la Polonia de los años 80.

El Fiat Polski 126p está fuertemente ligado a la política de Polonia del decenio en el que se fabricó, y durante el período de transición desde la economía comunista a la capitalista. En el sistema comunista, un automóvil privado era considerado "un lujo de pocos", dada las bajas cifras disponibles de autos en el mercado (tan solo se comercializaban coches como el FSO Polonez, el Fiat Polski 125p y el FSO Syrena). Esto hacía que a la hora de elegir se tuviera una gama de modelos muy reducida, y sumado a los bajos salarios; se preveía un nivel de ventas de por sí muy bajo. Hay que aclarar que, en una economía planificada, la decisión de producir en serie un coche para su comercialización era, en realidad, una decisión política. Las autoridades, en principio, no consideraban los autos privados una buena idea. Aparte era muy difícil (si no imposible), la adquisición de un coche extranjero (la mayoría estaban destinados a la élite del presidium comunista), dado que el złoty no era intercambiable, tal como en otros países comunistas, y aparte; el mercado estaba fuertemente regulado por el estado, siendo el mercado libre regido por las mafias del contrabando. El primer coche económico en ser fabricado fue el FSO Syrena, pero el nivel producción era bajo frente a las listas de espera por una adquisición (algo curioso, sabiendo que el auto particular era un lujo); más sumado a que dicho modelo era desfasado para su época. El Fiat Polski 126p se consolidaría al ser el primer automóvil considerado verdaderamente popular, para las familias (la versión del Renault 4 o del Chevrolet Chevette también en el caso colombiano). La licencia de producción se compraría después de la introducción de un nuevo líder en el partido comunista polaco, Edward Gierek, que pretendía ganarse el apoyo y obtener más popularidad con el aumento de la producción de bienes de consumo, después de la era de austeridad vivida bajo el régimen de Władysław Gomułka. A pesar de ser un microcoche, por ser el único disponible para la población en general, gran parte de las familias, dada su inserción en un sistema comunista; este coche sería un caballo de batalla de los verdaderamente icónicos, ya que su papel de carro de familia era a veces también el de transporte popular, e incluso el vehículo de introducción al mundo del auto para muchos polacos. Su producción, en tanto, tampoco era lo suficientemente cuantitativa, teniendo que esperar las familias interesadas en adquirirlo hasta varios años para poder verlo a su servicio (lo cual no era solo algo propio de Polonia, era común en todo país comunista). Las autoridades también podían otorgar cupones para la adquisición de un automóvil con base al mérito obtenido por cada individuo y su fidelidad a los ideales comunistas.
Ya con el arribo de la economía de mercado, el intercambio por modelos más fiables, grandes, e incluso... coches modernos de producción local de autos extranjeros, hicieron decaer notablemente el nicho del mercado para este ícono (como lo fuera el Wartburg o el Lada 2101), en favor de coches más sofisticados. Aparte, los licenciados eran autos de mejores prestaciones y más fiables; pero éste minúsculo coche dejó una profunda impronta en la mayoría de sus propietarios.

## Comercialización

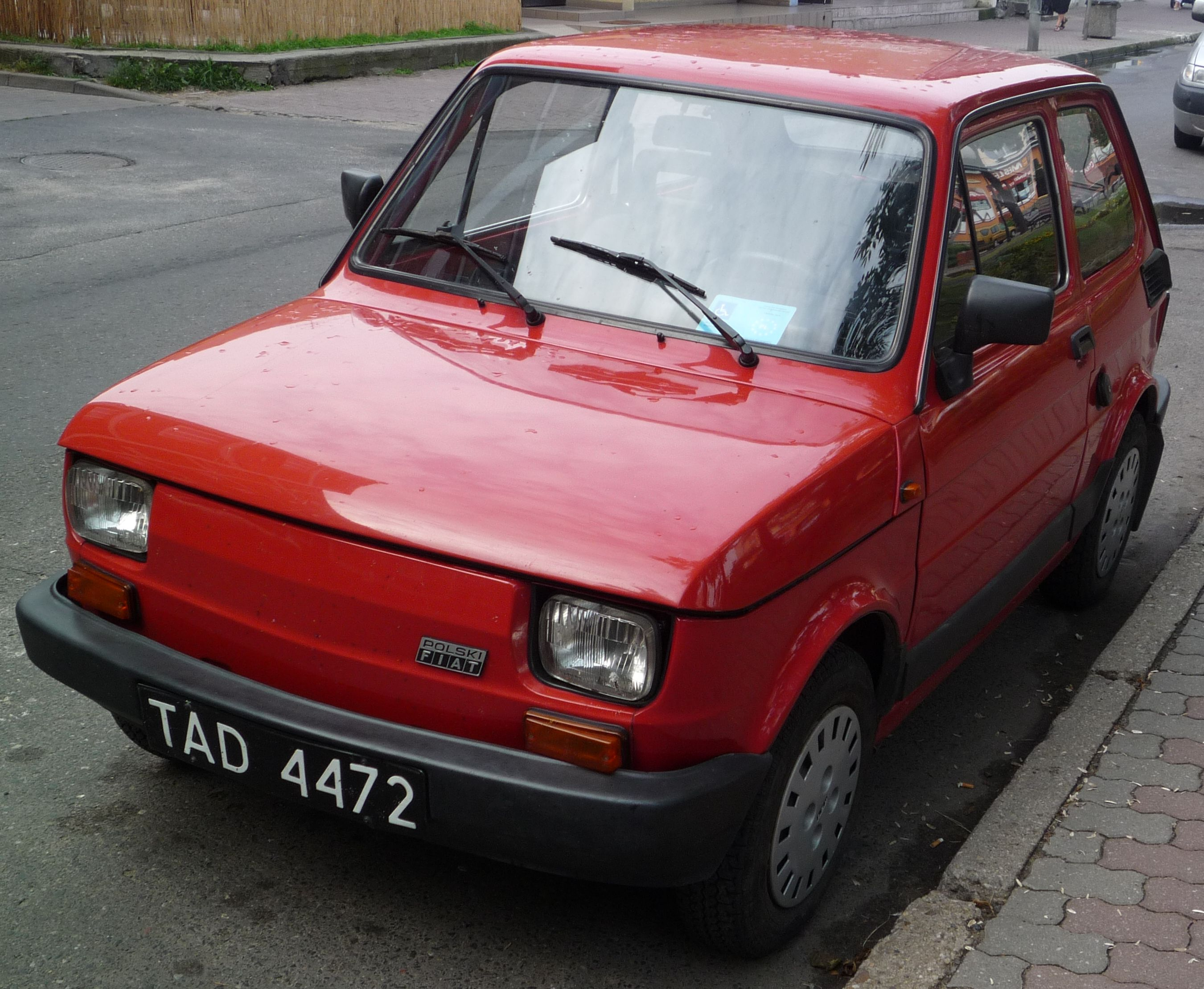
Un coche Fiat 126p en las calles de Varsovia, en Polonia.

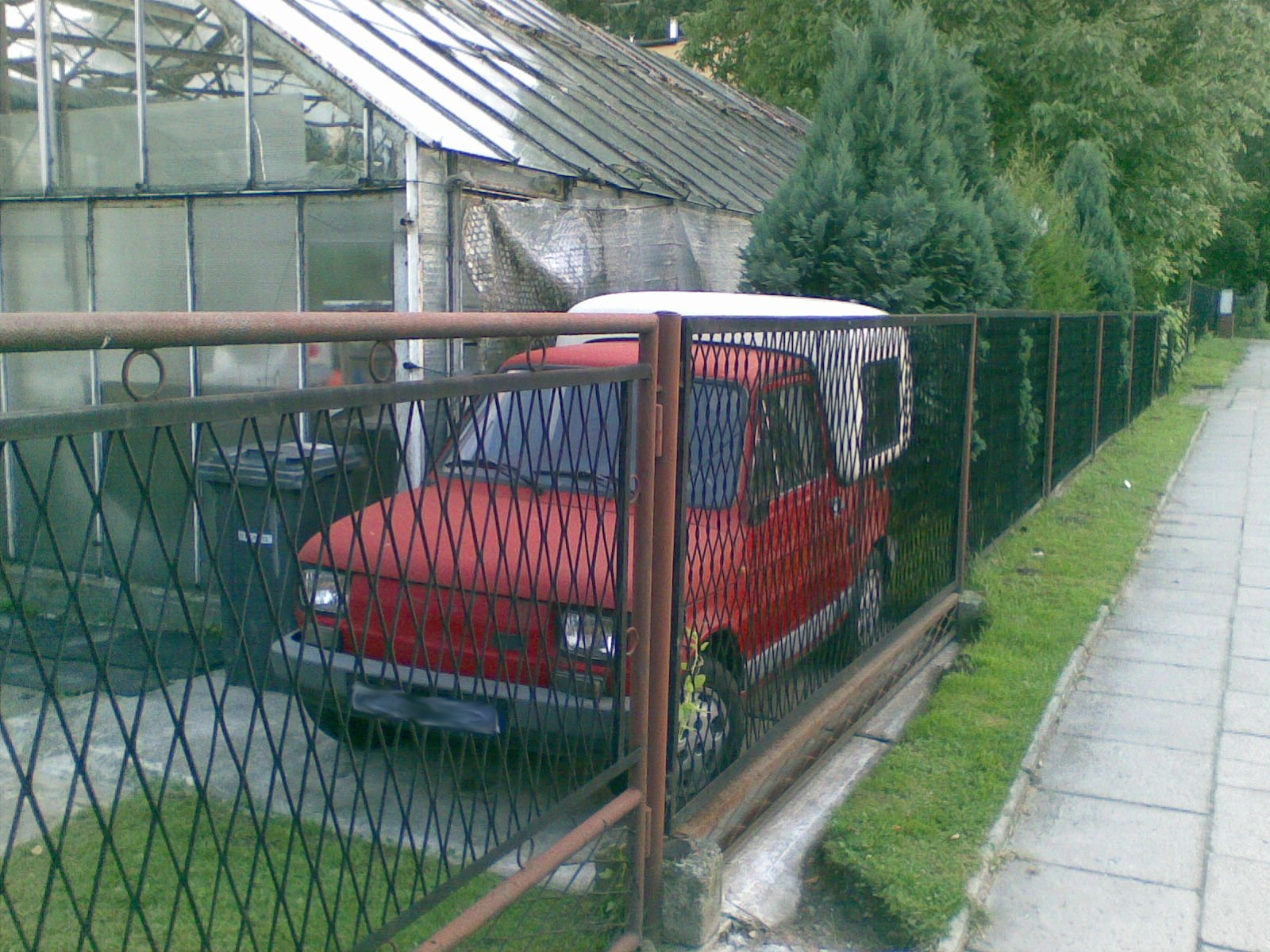
Una variante del Fiat Polski 126p en versión de carga.

Su éxito se nota más que todo en los países de la antigua cortina de hierro/ telón de acero. Sería exportado a diversos países tanto de la citada zona como a los del oeste de Europa, teniendo alcanzada una gran cuota de mercado en Finlandia, Checoslovaquia, Hungría, Yugoslavia, Bulgaria, Alemania oriental e incluso en naciones asiáticas como China y Vietnam. En Rusia puso competencia al un similar, el Lada Oká, con el que compartía la concepción de ser un coche para las masas. En América supuso un gran avance en Cuba frente a coches como el Lada Zhiguli, ya que era más económico y asequible, y tanto mercado ganó allí que se hizo al mote de "polaquito", ante su reducido tamaño. En Brasil fueron comercializadas pocas unidades, ya que la producción del similar y base de su diseño, el Fiat 126; le dificultaron su entrada.

## Defectos mecánicos

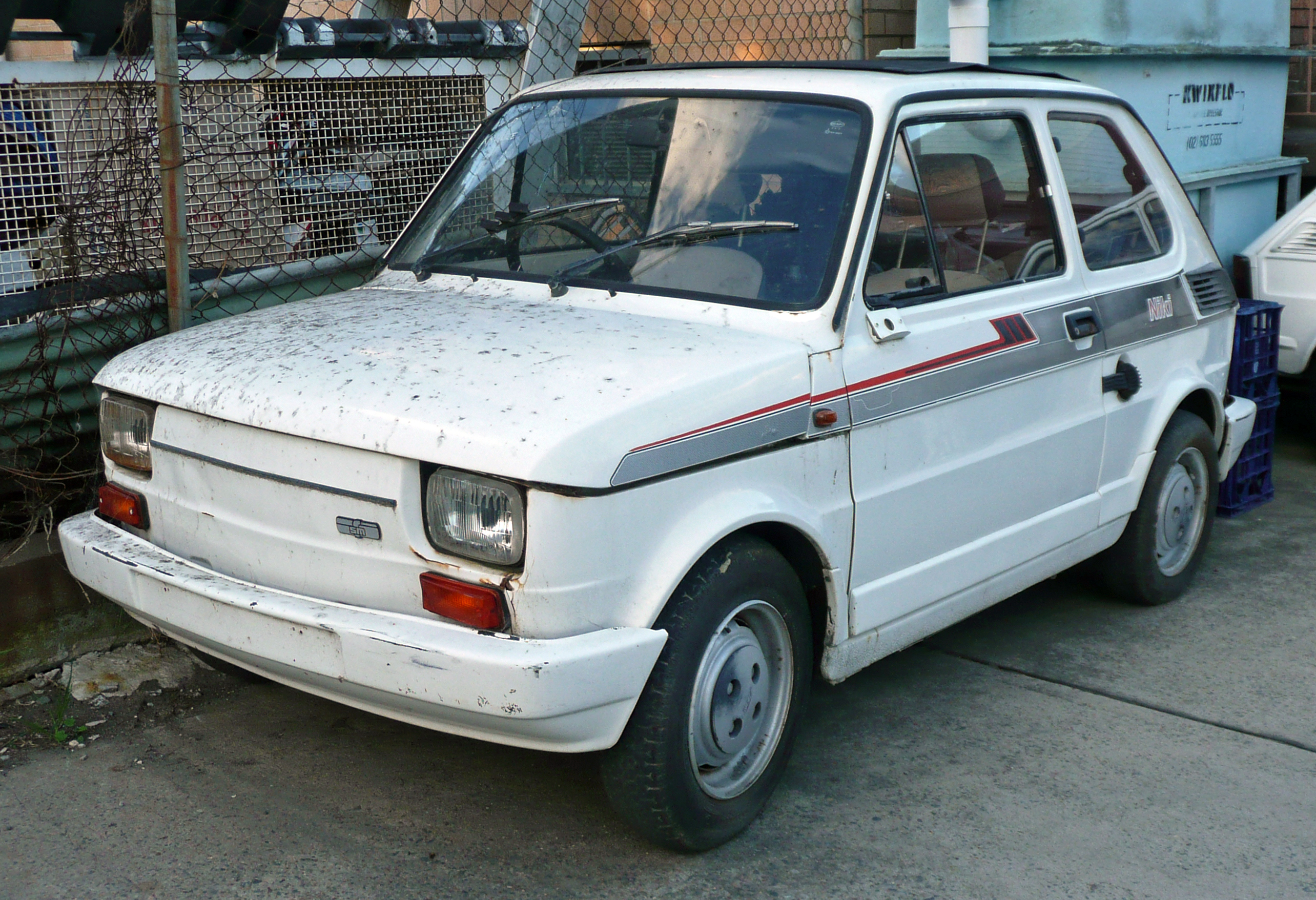
Un modelo con apliques deportivos del Fiat Polski 126p, de la serie producida entre 1989 a 1993.

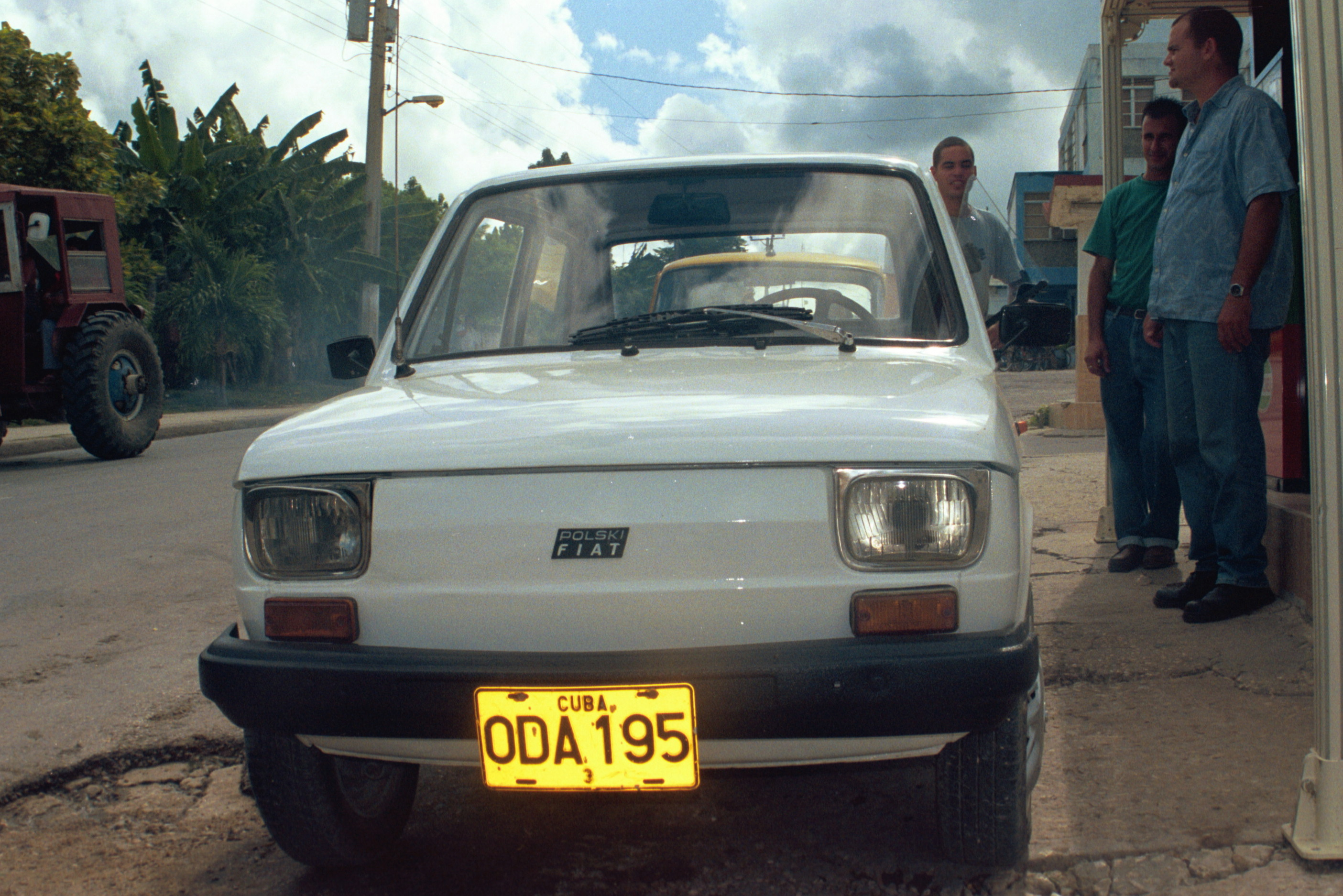
Un Fiat Polski 126p en Cuba, donde es llamado "Polaquito".

Se refiere frecuentemente en los propietarios polacos que el coche era el único con problemas de encendido, tanto así que algunos creían que era el único auto "con alma", ya que una vez que de muchas veces en las que se apagaba de forma espontánea se podía tardar bastante en volver a encenderlo de nuevo. Algunas personas afirman por lo mismo que es necesario "tratarles con cariño"; siendo un defecto crónico que se remediaba encendiéndole con éter antes que gasolina en su carburador, pero dicho problema era resuelto posteriormente con el cambio de su cableado y de su encendido por el de un coche de versiones posteriores.
Otra de sus debilidades era la duración de su chapa, de muy buena manufactura pero con un muy deficiente trabajo de pintura, lo que le hace presa fácil de la corrosión. Una de las características que le destacan es la de su fiabilidad mecánica, siendo muy fácil su mantenimiento, requiriendo en pocas ocasiones la asistencia de personal especializado, pero no así en su reparación; ya que el motor era dificultoso a la hora de ser rearmado.